# Madeline Hills
Madeline Hills, z domu Heiner (ur. 15 maja 1987 w Shellharbour w Nowej Południowej Walii) – australijska lekkoatletka specjalizująca się w biegach długodystansowych.
W 2004 bez powodzenia startowała na mistrzostwach świata juniorów oraz zdobyła złoto i brąz podczas igrzysk Wspólnoty Narodów młodzieży w Bendigo. Uczestniczka mistrzostw świata w biegach przełajowych z 2005 i 2006. W latach 2007–2013 nie startowała w zawodach sportowych, zawieszając karierę na rzecz studiów i podróży dookoła świata.
Po powrocie do rywalizacji, zajęła 4. miejsce w biegu na 3000 metrów z przeszkodami podczas igrzysk Wspólnoty Narodów w Glasgow (2014). W 2015 odpadła w eliminacjach mistrzostw świata zarówno na 3000 metrów z przeszkodami, jak i na 5000 metrów. W 2016 zajęła siódme (w biegu na 3000 metrów z przeszkodami) oraz dziesiąte (w biegu na 5000 metrów) miejsce podczas igrzysk olimpijskich w Rio de Janeiro. Rok później zajęła odległe miejsca w mistrzostwach świata w Londynie.
Złota medalistka mistrzostw Australii.

## Osiągnięcia
| Rok  | Impreza                                   | Miejsce        | Konkurencja                   | Pozycja     | Wynik    |
| ---- | ----------------------------------------- | -------------- | ----------------------------- | ----------- | -------- |
| 2004 | Mistrzostwa świata juniorów               | Grosseto       | bieg na 1500 metrów           | eliminacje  | 4:25,13  |
| 2004 | Igrzyska Wspólnoty Narodów młodzieży      | Bendigo        | bieg na 1500 metrów           | 3. miejsce  | 4:32,13  |
| 2004 | Igrzyska Wspólnoty Narodów młodzieży      | Bendigo        | bieg na 3000 metrów           | 1. miejsce  | 9:42,95  |
| 2005 | Mistrzostwa świata w biegach przełajowych | Saint-Étienne  | bieg juniorek                 | 16. miejsce | 21:52    |
| 2006 | Mistrzostwa świata w biegach przełajowych | Fukuoka        | bieg juniorek                 | 18. miejsce | 20:39    |
| 2014 | Igrzyska Wspólnoty Narodów                | Glasgow        | bieg na 3000 m z przeszkodami | 4. miejsce  | 9:34,01  |
| 2015 | Mistrzostwa świata                        | Pekin          | bieg na 5000 metrów           | eliminacje  | 15:47,97 |
| 2015 | Mistrzostwa świata                        | Pekin          | bieg na 3000 m z przeszkodami | eliminacje  | 9:30,79  |
| 2016 | Igrzyska olimpijskie                      | Rio de Janeiro | bieg na 5000 metrów           | 10. miejsce | 15:04,05 |
| 2016 | Igrzyska olimpijskie                      | Rio de Janeiro | bieg na 3000 m z przeszkodami | 7. miejsce  | 9:20,38  |
| 2017 | Mistrzostwa świata                        | Londyn         | bieg na 5000 metrów           | eliminacje  | 15:13,77 |
| 2017 | Mistrzostwa świata                        | Londyn         | bieg na 10 000 metrów         | 26. miejsce | 32:48,57 |

## Rekordy życiowe
- bieg na 1500 metrów – 4:06,47 (2016)
- bieg na 3000 metrów – 8:44,20 (2015)
- bieg na 5000 metrów – 15:04,05 (2016)
- bieg na 3000 metrów z przeszkodami – 9:20,38 (2016)